# レッドテールブラックシャーク
レッドテールブラックシャーク（Epalzeorhynchos bicolor）はコイ亜科に分類される魚類。

## 分布
タイ固有種。メークローン川・チャオプラヤ川・バーンパコン川下流域に分布していた。一時は野生絶滅したと考えられていたが、チャオプラヤ川水系では生存が確認されている。

## 形態
全長10-15センチメートル。尾鰭以外は全身真っ黒で、尾鰭は赤い。

## 人間との関係
東南アジアで養殖(養殖にはホルモン剤を使用)された個体が観賞用として輸入される。飼育は容易だが、気が荒いため他魚をいじめることが多く、同種間でも争うので混泳には適さない。水温22-26℃、pH6.5-7.5の環境を好む。

## 保護
野生の個体数は非常に少なくなっているが、減少の理由は確定していない。鑑賞魚としての乱獲の影響もあると見られるが、1970年代から始まったダム建造・湿地の干拓などの影響が大きいと考えられている。